# André Silva (futbolista nacido en 2000)
André Filipe Teixeira da Silva (Gondomar, Oporto, 28 de abril de 2000-Cernadilla, Zamora, 3 de julio de 2025), conocido deportivamente como André Silva, fue un futbolista portugués que jugó como mediapunta y extremo. Militó principalmente en clubes portugueses como el Paços de Ferreira y el Penafiel de la Segunda Liga, la segunda división portuguesa.

## Carrera deportiva
André se formó en las categorías juveniles del norte de Portugal, comenzando en el Gondomar SC, y posteriormente en las divisiones inferiores del FC Porto. Durante su carrera pasó también por equipos como Padroense, Famalicão y Boavista, hasta consolidarse en el primer equipo del Penafiel y más tarde en el Paços de Ferreira. Con una estatura de 1,68 metros, destacó por su agilidad, visión de juego y capacidad ofensiva tanto como mediapunta como extremo. 

## Estadísticas

### Clubes
Actualizado al último partido disputado el 15 de mayo de 2025.
| Club                    | Div.          | Temporada     | Liga  | Liga  | Liga   | Copas nacionales | Copas nacionales | Copas nacionales | Copas internacionales | Copas internacionales | Copas internacionales | Total | Total | Total  |
| Club                    | Div.          | Temporada     | Part. | Goles | Asist. | Part.            | Goles            | Asist.           | Part.                 | Goles                 | Asist.                | Part. | Goles | Asist. |
| ----------------------- | ------------- | ------------- | ----- | ----- | ------ | ---------------- | ---------------- | ---------------- | --------------------- | --------------------- | --------------------- | ----- | ----- | ------ |
| Gondomar S. C. Portugal | 4.ª           | 2021-22       | 13    | 1     | 0      | 1                | 0                | 0                | —                     | —                     | —                     | 14    | 1     | 0      |
| Gondomar S. C. Portugal | 4.ª           | 2022-23       | 24    | 8     | 0      | 2                | 1                | 1                | —                     | —                     | —                     | 26    | 9     | 1      |
| Gondomar S. C. Portugal | Total club    | Total club    | 37    | 9     | 0      | 3                | 1                | 1                | 0                     | 0                     | 0                     | 40    | 10    | 1      |
| F. C. Penafiel Portugal | 2.ª           | 2023-24       | 27    | 4     | 0      | 3                | 1                | 1                | —                     | —                     | —                     | 30    | 5     | 1      |
| F. C. Penafiel Portugal | 2.ª           | 2024-25       | 32    | 2     | 2      | —                | —                | —                | —                     | —                     | —                     | 32    | 2     | 2      |
| F. C. Penafiel Portugal | Total club    | Total club    | 59    | 6     | 2      | 3                | 1                | 1                | 0                     | 0                     | 0                     | 62    | 7     | 3      |
| Total carrera           | Total carrera | Total carrera | 96    | 15    | 2      | 6                | 2                | 1                | 0                     | 0                     | 0                     | 102   | 17    | 3      |

## Fallecimiento
Falleció el 3 de julio de 2025 a los 25 años en la localidad de Cernadilla, Zamora (España) en un accidente de tránsito junto con su hermano mayor Diogo Jota.